# Holden VR
De Holden VR was een grondige facelift van Holdens voorgaande VP-serie. Bijna alle koetswerkpanelen werden hertekend en de VR-serie kreeg een Europese look. Met de VR-serie werd ook een nieuw model geïntroduceerd: de Holden Commodore Acclaim.

## Geschiedenis
De VR-modellen kregen standaard allemaal een autocomputer, een toerenteller en elektrische spiegels. De Acclaim en de Calais kregen standaard een bestuurdersairbag. Het waren de eerste Australische auto's die dergelijke airbag kregen. Op de andere modellen was hij optioneel. Ook kwam er een nieuwe elektronische automatische versnellingsbak en werden de motoren aangepast. Ze werden iets krachtiger, zuiniger en ook stiller.

## Modellen
- Jul 1993: Holden Commodore Executive Sedan
- Jul 1993: Holden Commodore Acclaim Sedan
- Jul 1993: Holden Commodore Equipe Sedan
- Jul 1993: Holden Commodore S Sedan
- Jul 1993: Holden Commodore SS Sedan
- Jul 1993: Holden Berlina Sedan
- Jul 1993: Holden Calais Sedan
- Jul 1993: Holden Commodore Executive Wagon
- Jul 1993: Holden Commodore Acclaim Wagon
- Jul 1993: Holden Berlina Wagon
- Jul 1993: Holden Commodore Equipe Wagon
- Jul 1993: Holden Ute
- Jul 1993: Holden Ute S
- Sep 1994: Holden Commodore ~ Series II
- 1994: Holden Statesman
- 1994: Holden Caprice
- Holden Commodore Vacationer Sedan
- Holden Commodore Vacationer Wagon